# Taxiárches
Taxiárches är en ort i Grekland.   Den ligger i prefekturen Trikala och regionen Thessalien, i den centrala delen av landet, 240 km nordväst om huvudstaden Aten. Taxiárches ligger 95 meter över havet och antalet invånare är 1 157.
Terrängen runt Taxiárches är kuperad åt nordost, men åt sydväst är den platt. Runt Taxiárches är det ganska glesbefolkat, med 43 invånare per kvadratkilometer. Närmaste större samhälle är Trikala, 10,9 km väster om Taxiárches. Trakten runt Taxiárches består till största delen av jordbruksmark.